# Jacob Abt
Jacob Abt (* 11. Dezember 1869 in Oberursel; † 13. September 1941 in Frankfurt am Main) war ein deutscher Verleger und Abgeordneter des Provinziallandtages Hessen-Nassau.

## Leben
Jacob Abt wurde als Sohn des Metzgermeisters Johann Abt (* 1839) und dessen Gemahlin Elisabeth Ruppel (* 1842) geboren. Er war katholischer Konfession und heiratete am 29. März 1902 in Oberursel Auguste Schrader (1879–1935), die Tochter eines Fabrikarbeiters.
Nach dem Besuch der Volksschule und der Realschule in Oberursel wurde er Journalist und Redakteur für die Frankfurter Zeitung. Er machte sich selbstständig und gründete 1899 den Oberurseler Lokalanzeiger, der zunächst in Kronberg und ab 1. Januar 1902 in einer eigenen Druckerei (in der Adenauer Allee 30 (früher Frankfurter Straße), ab 1914 in der Feldbergstraße 14) hergestellt wurde. Nach der Machtergreifung der Nationalsozialisten musste er den Vertrieb der Zeitung 1934 aus politischen Gründen einstellen.
Als Mitglied der Deutschen Demokratischen Partei, die einen linksliberalen Kurs verfolgte, war er von 1921 bis 1925 für den Obertaunuskreis Abgeordneter des Nassauischen Kommunallandtages für den Regierungsbezirk Wiesbaden. Ebenso war er Abgeordneter des Provinziallandtages Hessen-Nassau.

## Werke
- Abt, Jacob „Alt Orscheler Geschichtcher“ erzählt und gereimt von Jacob Abt, mit Zeichnungen von Georg Hieronymi, Verlag Carl F.Abt, Oberursel/Ts.1979[1]